# 失速夜狂奔
《失速夜狂奔》（英語：Good Time）是一部2017年美國犯罪驚悚片，由班尼·沙夫戴與喬許·沙夫戴執導，喬許·賽佛迪也和羅納德·布朗斯坦共同撰寫劇本。該片的主演包括羅伯·派汀森、珍妮佛·傑森·李、班尼·沙夫戴、巴克哈德·阿卜迪和巴迪·杜里斯等人。
電影於2017年5月25日在第70屆坎城影展上參選競爭金棕櫚獎，並由A24定於2017年8月11日在美國上映。《好時光》獲得了正面好評，其中電影的劇情、音樂、畫面色調及派汀森的演技獲得了許多媒體的讚譽。

## 劇情
故事敘述身為銀行搶匪的康斯坦汀·「康尼」·尼卡斯在經歷一場驚險的逃亡後，儘管自己成功從警方的手中逃脫，但也使得弟弟被捕入獄；因此，康斯坦汀努力想辦法來幫助弟弟脫獄，與此同時他也必須躲避法律的追緝。

## 演員
- 羅伯·派汀森 飾 康斯坦汀·「康尼」·尼卡斯（Constantine "Connie" Nikas）[5]
- 珍妮佛·傑森·李 飾 柯莉（Corey）[10]
- 班尼·沙夫戴 飾 尼克·尼卡斯（Nick Nikas）
- 巴克哈德·阿卜迪 飾 達許（Dash）[10]
- 巴迪·杜里斯 飾 雷（Ray）
- 塔莉亞·韋伯斯特 飾 克莉斯多（Crystal）

## 製作
2015年7月9日，沙夫戴兄弟宣布，兩人將執導弟弟喬許將與羅納德·布朗斯坦共同撰寫的電影劇本《失速夜狂奔》，並由羅伯·派汀森主演。Elara Pictures的賽巴斯汀·貝爾-麥克拉德和奧斯卡·博森將擔任電影的監製。派汀森描述：「紐約皇后區精神錯亂的精神病患者，是這部銀行搶劫電影真正的核心人物。」除了派汀森外，主要演員還包括珍妮佛·傑森·李和巴克哈德·阿卜迪。
主要攝影於2016年1月3日在紐約市開始進行。

### 音樂
Oneohtrix Point Never負責電影的配樂作曲，並還從第70屆坎城影展上贏得了坎城原聲帶獎。而他在工作中也與歌手伊基·波普合力創作了一首名為「The Pure and the Damned」的歌曲。

## 發行
2016年10月，A24獲得了《失速夜狂奔》的電影發行權。此外，電影也被選在第70屆坎城影展上參選競爭金棕櫚獎。電影定於2017年8月11日在美國上映。

## 反響

### 評價

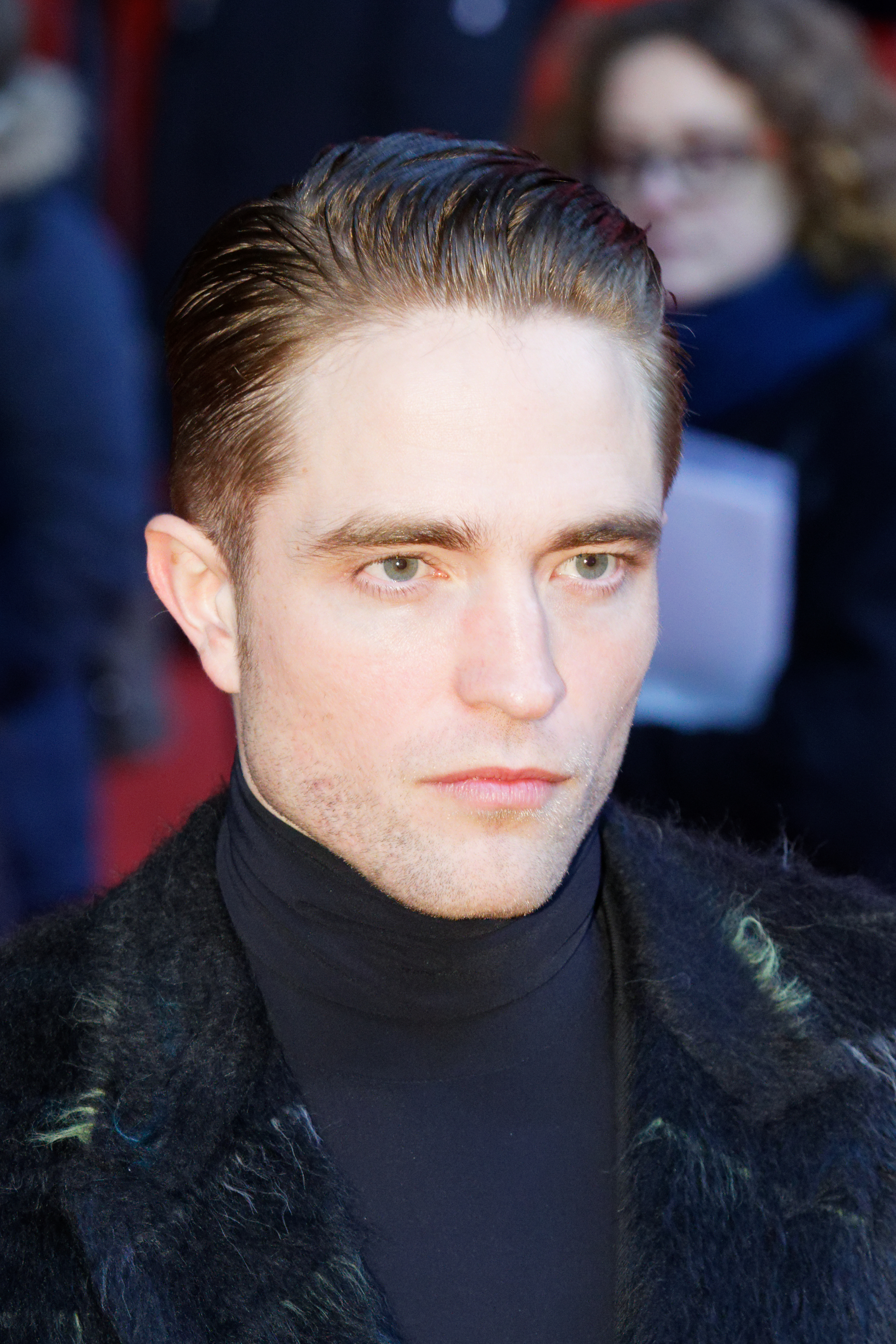
羅伯·派汀森在《好時光》中的演技獲得了許多影評人的肯定

《失速夜狂奔》獲得的評價以正面居多。爛番茄根據162條評論，電影有90%的新鮮度，平均得分7.5／10。而在Metacritic上，電影獲得了80分，綜合結果為「普遍良好的評價」。
《好萊塢報導》的大衛·魯尼給了電影正面的評價，並讚揚了派汀森的表現，他表示認為對於羅伯·派汀森的頭銜主演來說，這可說是他迄今為止最令人矚目的表現，這使人聯想到艾爾·帕西諾在《熱天午後》所飾演的絕望的銀行搶劫犯，同時他也認為電影的視覺畫面和音樂為電影加了不少分。
《綜藝》的蓋·洛德吉也給了電影好評，他認為羅伯·派汀森在班尼與喬許·沙夫戴所帶來的驚喜表現，打破了他們事業發展上的高潮，並將混亂的人性與緊張的流派力學完美地相互結合。
《Vulture》的艾蜜莉·古田注意到了電影在攝影師西恩·普萊斯·威廉斯的掌鏡下，片中的色調處於粉色、藍色和黑色的霓虹燈式色調，這使夜晚的場景充滿幻想，同時這也與Oneohtrix Point Never的樂曲完美地匹配。

### 榮譽
| 獎項和提名列表 | 獎項和提名列表       | 獎項和提名列表 | 獎項和提名列表           | 獎項和提名列表 | 獎項和提名列表 |
| 年份           | 獎項                 | 類別           | 獲獎人／提名人           | 結果           | 參考           |
| -------------- | -------------------- | -------------- | ------------------------ | -------------- | -------------- |
| 2017           | 第70屆坎城影展       | 金棕櫚獎       | 班尼·沙夫戴、喬許·沙夫戴 | 提名           | [ 16 ]         |
| 2017           | 第70屆坎城影展       | 坎城原聲帶獎   | Oneohtrix Point Never    | 獲獎           | [ 20 ]         |
| 2017           | 2017年哥譚獨立電影獎 | 最佳影片       | 《失速夜狂奔》           | 提名           | [ 21 ]         |
| 2017           | 2017年哥譚獨立電影獎 | 最佳男主角     | 羅伯·派汀森              | 提名           | [ 21 ]         |

## 外部連結
- 互联网电影数据库（IMDb）上《失速夜狂奔》的资料（英文）
- Box Office Mojo上《失速夜狂奔》的資料（英文）
- Metacritic上《失速夜狂奔》的資料（英文）
- 爛番茄上《失速夜狂奔》的資料（英文）